# All Things Digital
AllThingsD.com 是一个在线出版媒介，侧重科技和创业公司新闻、分析和媒体报道。是2007年由卡拉斯·威舍和沃爾特·莫斯伯格创建D-All Things Digital大会的衍生物。
它是道琼斯公司全资拥有的子公司，也是华尔街日报的数码网络的成员之一，其中还包括WSJ.com、MarketWatch、巴伦周刊和SmartMoney。
AllThingsD.com在2010年12月举办过D: Dive Into Mobile大会， AllThingsD采访了全球领先的手机设备和软件生产商。

## 参照
1. ↑  .   [2013-12-21]. （原始内容存档于2011-10-12）.
2. ↑  .   [2020-09-25]. （原始内容存档于2019-09-19）.